# Too Far Away ~Onna no Kokoro~
Singles de Natsumi Abe
Amasugita Kajitsu
(2006) Iki wo Kasanemashō
(2007)
 Too Far Away ~Onna no Kokoro~  (Too far away ~女のこころ~) est le neuvième single de Natsumi Abe, sorti le 9 mai 2007 au Japon sous le label hachama, à nouveau produit par Tsunku. Il atteint la 15e place du classement de l'Oricon, et reste classé pendant trois semaines, se vendant à 11 817 exemplaires durant cette période. Il sort aussi dans une édition limitée avec une couverture différente et incluant un DVD en supplément, ainsi qu'au format "Single V" (DVD) contenant le clip vidéo trois semaines plus tard, le 30 mai 2007.
La chanson-titre est une reprise de la chanson Too Far Away parue en 1979 sur l'album Aquarius de Keiko Mizukoshi (puis sortie en single en 1986), mais avec des paroles ré-écrites pour Abe par l'auteur original, Kaoru Ito. Une deuxième reprise de la chanson avec les paroles d'origine figure en "face B" du single. La chanson-titre figurera d'abord sur la compilation de fin d'année du Hello! Project Petit Best 8, puis sur la compilation des singles de la chanteuse, Abe Natsumi ~Best Selection~ de 2008. Son clip vidéo figurera aussi sur la version DVD du Petit Best 8 et sur le DVD du Best Selection.

## Liste des titres
CD
1. Too Far Away ~Onna no Kokoro~  (Too far away ~女のこころ~?)
2. Too Far Away  (Too far away)
3. Too Far Away ~Onna no Kokoro~ (Instrumental) (Too far away ~女のこころ~...?)

DVD de l'édition limitée
1. Jacket Making & Interview
2. Photo Slide Show

Single V
1. Too Far Away ~Onna no Kokoro~  (Too far away ~女のこころ~?) (clip vidéo)
2. Too Far Away ~Onna no Kokoro~ (Elegant Ver.) (Too far away ~女のこころ~...?) (clip vidéo)
3. Making Eizo  (メイキング映像?) (making of)